# 江安七纺蛛
江安七纺蛛（学名：Heptathela jianganensis）为节板蛛科七纺蛛属的动物。在中国大陆，分布于四川等地，多见于沿江岩石边上的地洞中。该物种的模式产地在四川江安。